# Blackwater (saga literària)
Blackwater és una saga literària familiar i fantàstica escrita per l'escriptor estatunidenc Michael McDowell. Està ambientada a Perdido, una comunitat d'Alabama, Estats Units, a principis del segle xx.
Blackwater és una saga èpica que ens duu a Perdido, un xicotet poble d'Alabama al sud dels Estats Units i ens enllaça amb la història d'una família de terratinents, els Caskey. La trama es desenvolupa al llarg de diverses dècades des de principis del segle XX i ens presenta un món ple d'intrigues, secrets familiars, ambicions desbordants i un toc sobrenatural.
Una catàstrofe sobrenatural inicia la saga, una inundació que devasta el poble i posa a prova la resistència dels Caskey. A partir d'aquest esdeveniment, assistim a l'ascens i caiguda d'aquesta família marcada per l'avarícia, el poder i el desig de mantindre el seu llegat coste el que coste.
La saga consta de sis volums que componen una sola novel·la d'ambient matriarcal de suspens i terror. Es van publicar en sis entregues a raó d'una novel·la al mes, des de gener de 1983 a juny de 1983. Ha estat traduïda al català per Anna Listerri i Boix i editada per Blackie Books.
- Blackwater: I La riuada (gener 1983)
- Blackwater: II El dic (febrer 1983)
- Blackwater: III La casa (març 1983)
- Blackwater: IV La guerra (abril 1983)
- Blackwater: V La fortuna (maig 1983)
- Blackwater: VI Pluja (juny 1983)

El primer llibre de la saga va ser un dels més venuts a la Diada de Sant Jordi de 2024.

### Actualitat
Donat el paral·lelisme entre l'argument d'aquestes novel·les i la DANA succeïda l'octubre de 2024 al País Valencià, l'il·lustrador de la portada d'aquests llibres i l'editorial van dur a terme una acció solidària mitjançant la venda de làmines inspirades en la història.

### Recepció del públic
La saga ha tingut molt bona acollida entre la joventut, atés que va ser un fenomen a les xarxes socials com tiktok. Així ho mostren les dades de les vendes que reflecteixen que al llarg del 2024 s'han venut al voltant de 700.000 unitats.